# Казаледжо Бойро
Казалѐджо Бо̀йро (на италиански: Casaleggio Boiro, на местен диалект: Casaezo, Казаедзо) е село и община в Северна Италия, провинция Алесандрия, регион Пиемонт. Разположено е на 321 m надморска височина. Населението на общината е 420 души (към 2010 г.).